# Spensligt hedfly
Spensligt hedfly, Xestia quieta, är en fjärilsart som först beskrevs av Jacob Hübner 1813. Spensligt hedfly ingår i släktet Xestia, och familjen nattflyn, Noctuidae. Enligt rödlistan i respektive land är arten Sårbar, VU, i både Sverige och Finland. I Sverige förekommer arten sällsynt i Torne lappmark. Äldre fynd, från 1800-talet, finns även från Lule lappmark. I Finland förekommer arten sällsynt i nordligaste Lappland. Artens livsmiljö är fjällhedar. Inga underarter finns listade i Catalogue of Life.